# Сан Ромоло (Империја)
Сан Ромоло је насеље у Италији у округу Империја, региону Лигурија.
Према процени из 2011. у насељу је живело 258 становника. Насеље се налази на надморској висини од 779 м.